# الثوب السوداني
الثوب السوداني هو الزي القومي للسودان، وأشهر مايميز المرأة السودانية عن رصيفاتها من الجنسيات الأخرى. وينطق باللفظ الدارجي (التُوب). وهو جزء من التراث السوداني، يعبر عن الهوية والثقافة السودانية خاصة خارج السودان.

## وصفه

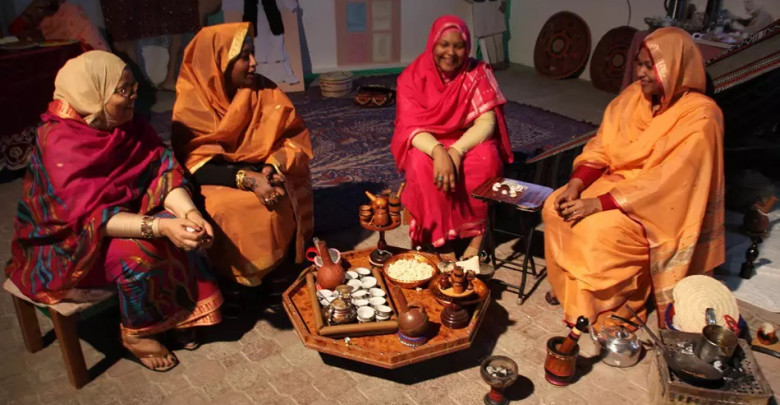
الزي السوداني النسائي

هو عباره عن زي خارجي، يلبس فوق فستان بسيط تتناسق ألوانه مع ألوان الثوب.و يتكون من عدد من امتار القماش تتراوح بين 4 إلى 4 امتار ونصف وترتديه المرأة المتزوجة في الغالب ولذلك يمكن أن يستخدم للتميز بين المراة المتزوجة وغير المتزوجة تدرج الغرض من ارتداءه عبر الزمان من ثوب يلبس من باب السِتر والاحتشام ليصبح تقليدا ورمزا للمرأة السودانية يعبر عن أناقتها ويعطي مؤشراً عن وضعها الاجتماعي والمادي.ويظهر هذا جلياً في تنوع خاماته وأشكاله إلى حد كبير في الآونة الأخيرة بالإضافة إلى الزيادة الملحوظه في سعره.ورغم التنوع الكبير في أشكاله وخاماته عبر الزمان إلا أنه حافظ على نمطيته ولم يندثر وواجه الثقافات الدخيلة مثل العباءة الخليجية بصمود كبير، فهو يحظى بحب النساء السودانيات لسحره وجماله وإمكانية التجديد فيه بالألوان والرسم والتطريز ليواكب الموضة والعصر.

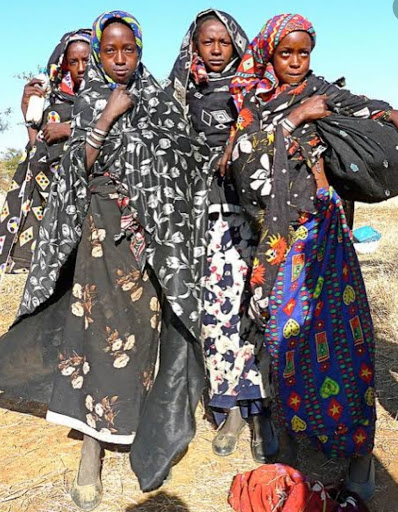
التوب السوداني قديما

## تاريخه
ظهر الثوب منذ الحضارة البجراوية أي منذ أكثر من عشرة آلاف عام حيث كان زيًا قوميًا للملكات آنذاك، وأوضحت بعض الدراسات إن الملكة الكنداكة أول من ارتدت الثوب السوداني، وأول ماظهر من ثياب سودانية في السابق ثياب (القَنجَة والزَرَاق) أو ما يعرف بـ (النِيلَة) ذات اللون النيلي وهي مصنعة من خيوط مغزولة من القطن السوداني ثم ظهر بما عرف بـ (الطرقة) وبعدها ثياب (الكِرِب) السادة التي جلبها تجار من صعيد مصر يعرفون في السودان بـ (النَقَادة) ويمتاز هذا النوع من الثياب بلونه الأسود الناعم نسبياً وكان تقتنيه المترفات من النساء كما كان يسمى (بمصر البيضاء)، ثم ظهرت ثياب (الفَرْدَة) وهي مصنوعة أيضًا من القطن السوداني.

ومع مرور الزمن بدأت الثياب المستوردة تكتسح السوق حتى طغت على الثياب القديمة.

## خامات الثوب
تتباين أنواع الثياب بتباين الخامات المصنوعة منه.ففي هذه الأيام نجد العديد من الخامات كالقطن والحرير والشيفون والبوليستر والثياب التي تعرف بالهزاز، ويتربع على عرش الثياب السودانية التوتال السويسري وذلك لجودته وفخامته وملاءمته لطقس السودان رغم ارتفاع أسعاره.

## أشكال الثوب
أما أشكال الثوب السوداني فهي ترتكز على التصميم.فنجد الثوب المشجر (وهو الذي يحتوي على عدد كبير من الالون)، والثوب المطرز، والسادة (يحتوي على لون واحد فقط ولا يوجد به أي اضافات خارجية)، والمطبوع بالألوان (يرسم على التوب باستخدام بوهية مخصصة)وفي الآونة الأخيرة الثياب المشغولة والمزينه بمواد مختلفة كالخرز والأحجار الصغيرة.

## كيفية لبس الثوب السوداني
هناك طريقتان للبسه:

### الطريقة الأولى
وهي الطريقة التقليدية ويلبس فيها الثوب من الكتف.ويسمى (التوب الكامل) وهي كالآتي:
1. يمسك طرف الثوب من الخلف على أن يكون الجزء الكبير من الثوب جهة اليمين، والجزء الصغير جهة الشمال.
2. يمرر طرف الثوب فوق الكتف الأيسر من الخلف للأمام، ويلف بقية الثوب جهة اليمين تحت اليد اليمنى.
3. يمرر بقية الثوب فوق الطرف الأيسر، ومن ثم تحت اليد اليسرى.
4. يرفع الثوب من تحت اليد اليسرى إلى فوق الرأس من الخلف.وتمرر بقية الثوب إلى الجهة اليمنى من الخلف.

1. يرمى بقية الثوب فوق الكتف الأيسر من جهة الأمام وتكون بقيته منسدله خلف الكتف الأيسر.

### الطريقة الثانية
وتختلف من الطريقة الأولى في أن الثوب يُلف ويربط على الخصر، ويسمى (توب الرَبِط)ويقل عرض الثوب المستخدم في هذه الطريقة عن نظيره في الطريقة الأولى.ويلبس كالآتي:
1. يمسك طرف الثوب من الخلف على أن يكون الجزء الكبير من الثوب جهة اليمين، والجزء الصغير جهة الشمال.
2. ويلف الجزء الصغير من الثوب من اليسار إلى اليمين حول الخصر لفه واحدة، ويعقد الطرف الأيسر مع جزء صغير من الطرف الأيمن عقده صغيره على جهة اليمين.
3. يمرر بقية الثوب من الامام من الجهة اليمنى إلى تحت اليد اليسرى.
4. يرفع الثوب من تحت اليد اليسرى إلى فوق الرأس من الخلف.وتمرر بقية الثوب إلى الجهة اليمنى من الخلف.
5. يلف بقية الثوب للامام ويمرر فوق الكتف الأيسر (الجدعة وتكون بقيته منسدله خلف الكتف الأيسر.

## الثوب في المناسبات المختلفة
تتحكم المناسبة في نوع الثوب وشكله: فنجد ان الثوب الأبيض هو زي العمل في المؤسسات الحكومية وترتديه المرأة المتوفى زوجها في الحداد عليه.والثوب الأحمر هو الثوب الذي ترتديه العروس في عرسها الجرتق  أما الأعراس والمناسابت السعيدة فترتدي النساء السودانيات الثياب الملونة والمشغولة والمزينة ويتباهين بها.وعلى العكس فانهن يرتدين الثياب السادة ذات الألون الباردة في بيوت البكا (العزاء).

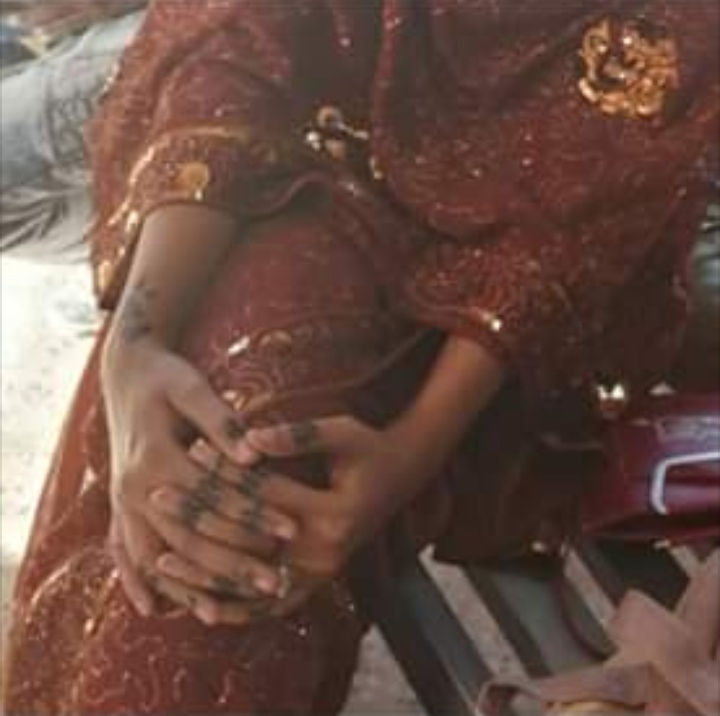

والمرأة السودانية ترتدي الثوب للصلاة في البيت لأنه ساتر، أو عند فتحها الباب الخارجي للبيت، وكذلك لزيارة الجيران أو عند مقابلتها لرجال غرباء من باب الحشمة ويكون عادة هذا الثوب بسيط وغير مشغول (سادة أو مشجر، بوليستر أو هزاز).

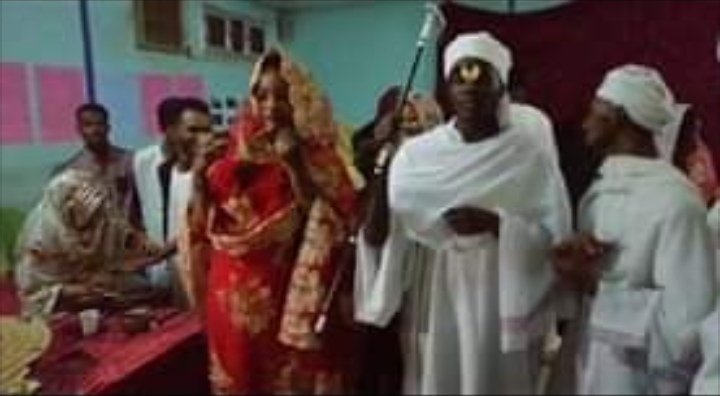
الثوب في الزواج

ونجد عموماً أن المرأة الكبيرة في السن ترتدي ثياباً تعكس وقارها واناقتها في نفس الوقت، فهن يفضلن التوتال السادة أو المشجر، والثياب المطرزه والألوان المتناغمة والبسيطة.عكس الشابات اللاتي يفضلن الثياب الشفون واللامعة والمشغولة والمشجرة والألوان الزاهية.

## مسميات الثوب السوداني
من الجدير بالذكر أيضا ان مسميات الثياب السودانية واكبت تغيرات الشارع والأحداث الاجتماعية والسياسية وارختها عبر السنين.فبعضها مستمد من الاحداث السياسية مثل «أوكامبو»، و «حرب الخليج» و «نيفاشا» و«السفير».
وبعضها مستمد من السينما والمشاهير فجاءت مسميات «هذه ليلتي»، و «كامل الأوصاف»، و «تايتنك»، بل وواكبت أسماء الثياب ماركات السيارات، فنجد «الهمر» و «المرسيدس» و «الشبح» وغيرها الكثير.

## معرض الصور

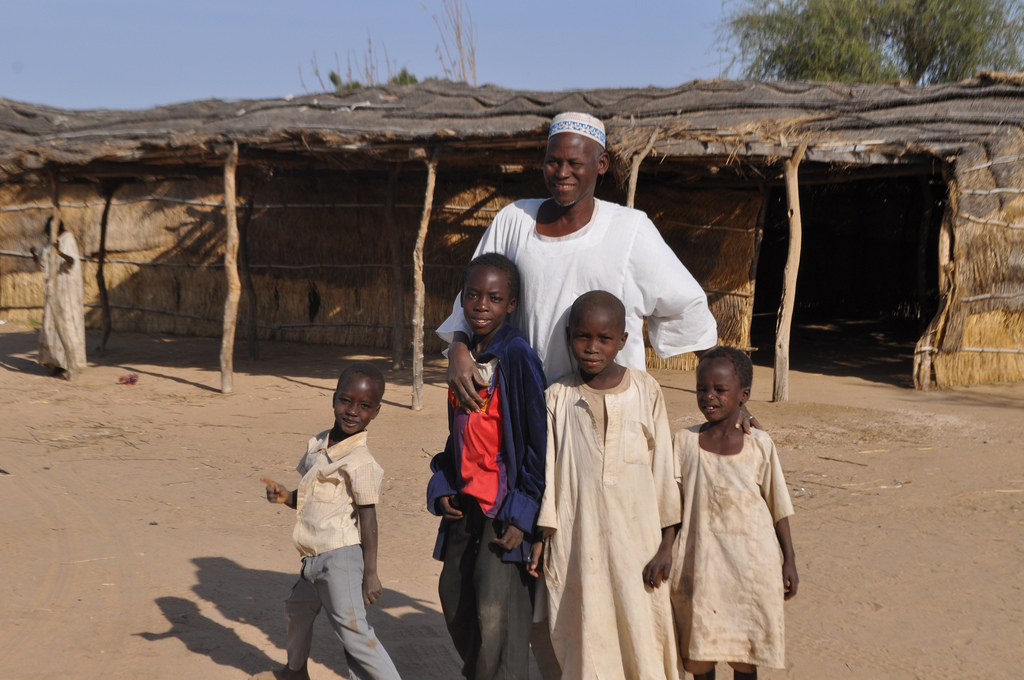
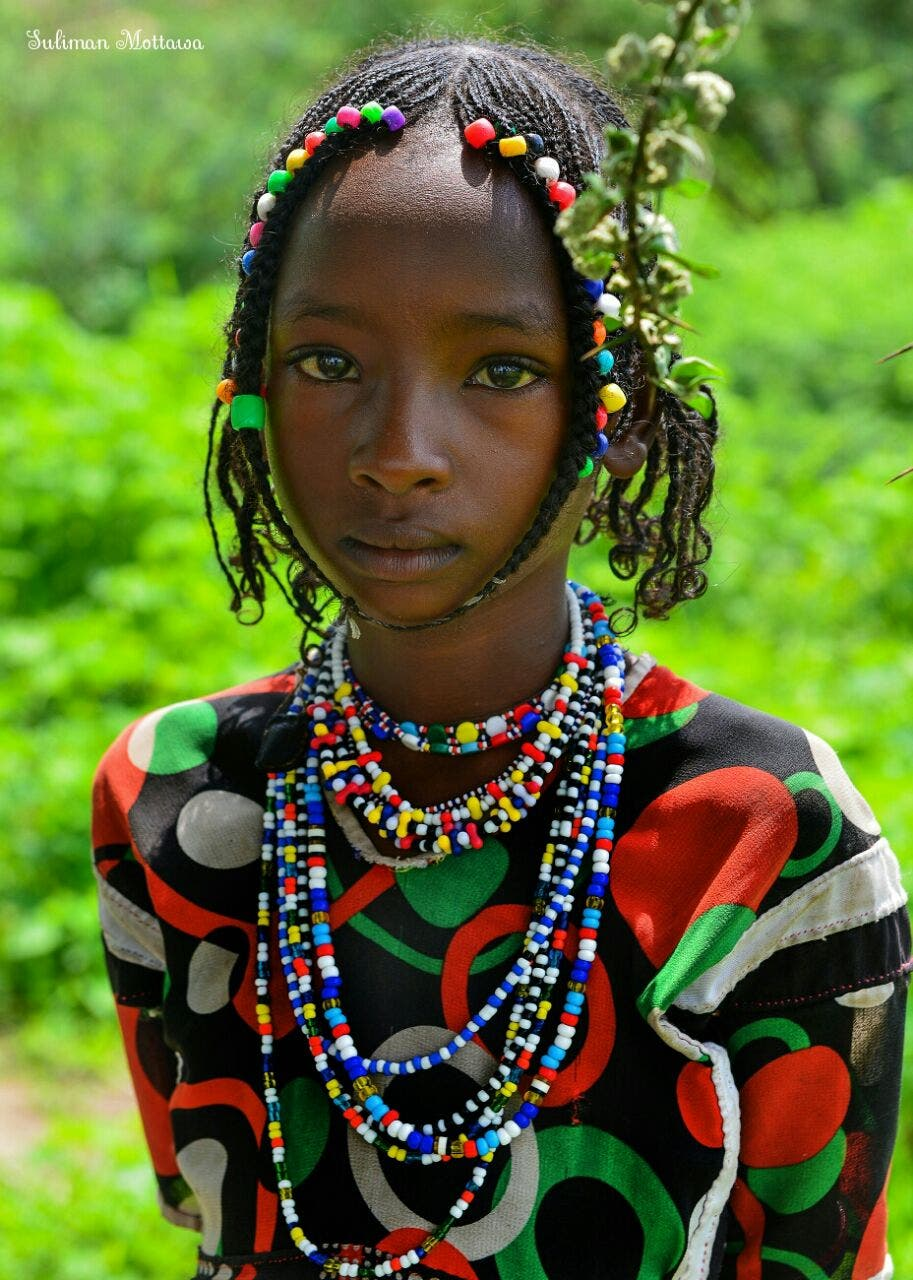
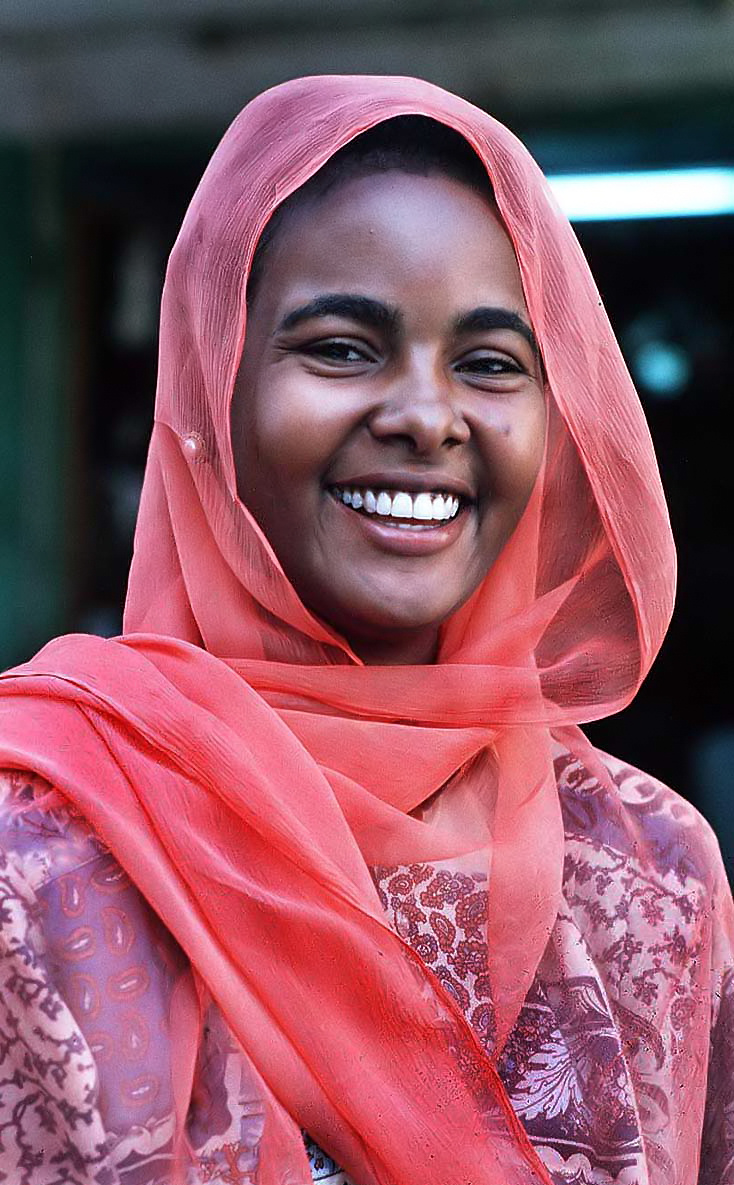
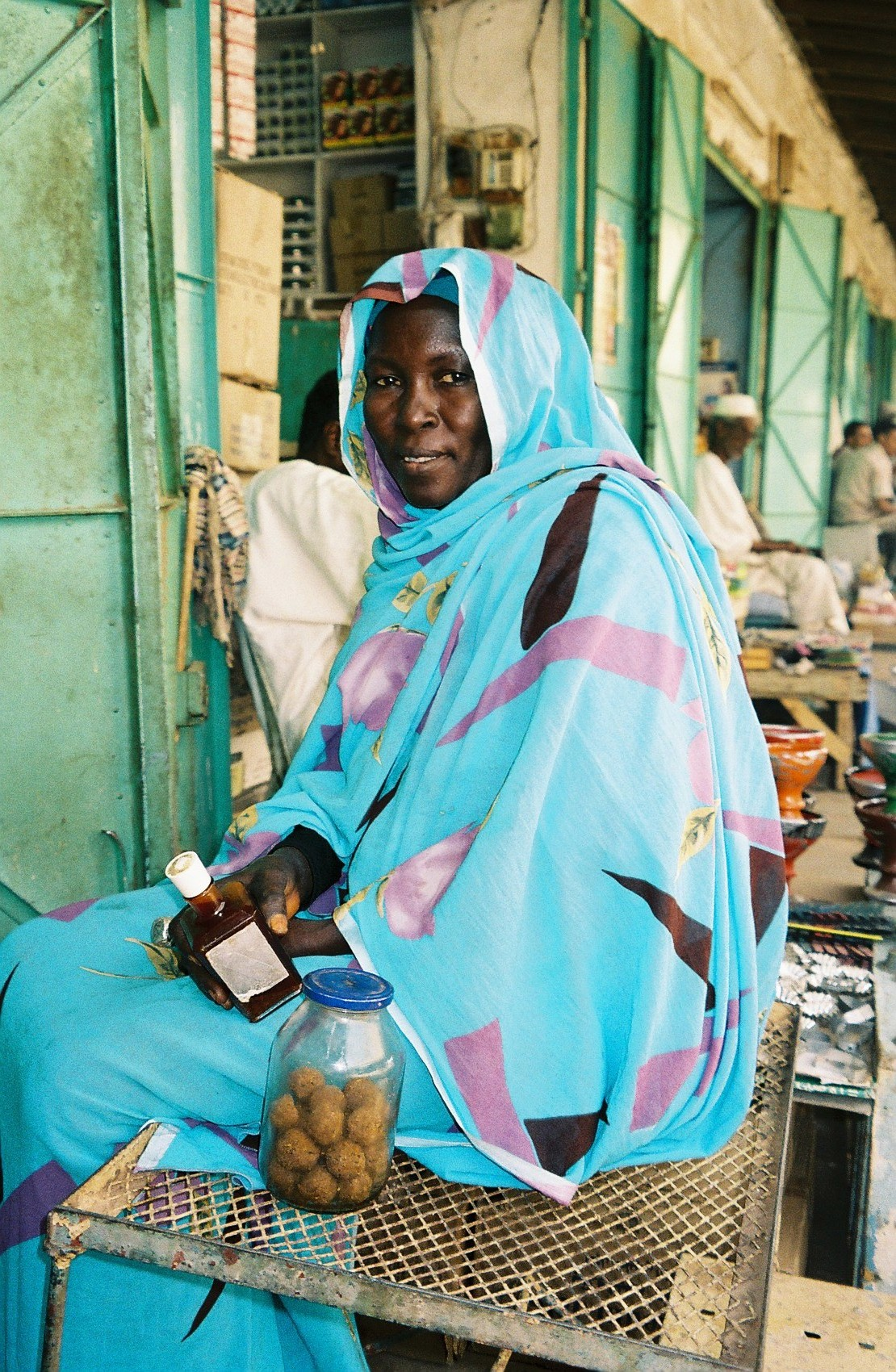
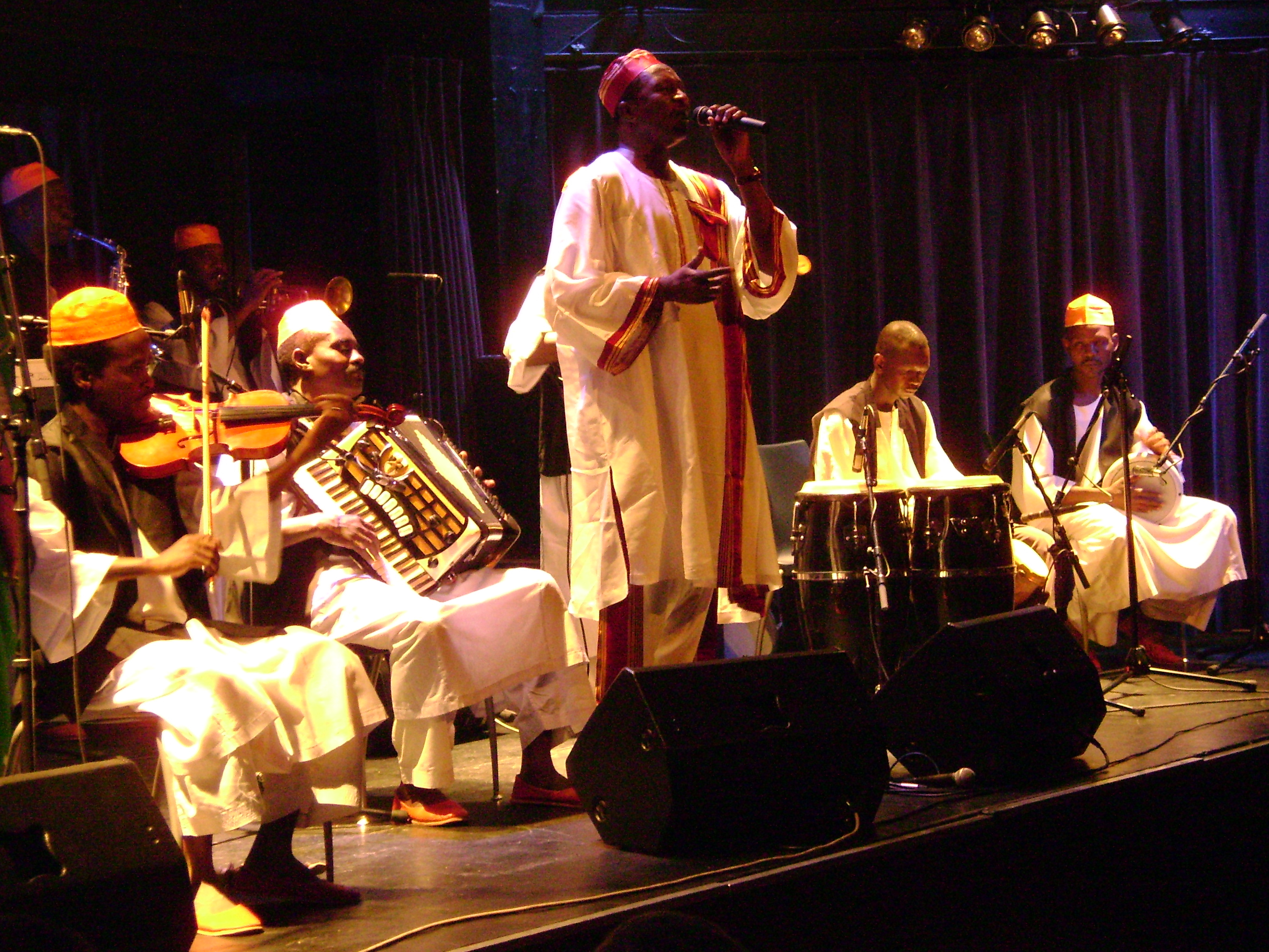
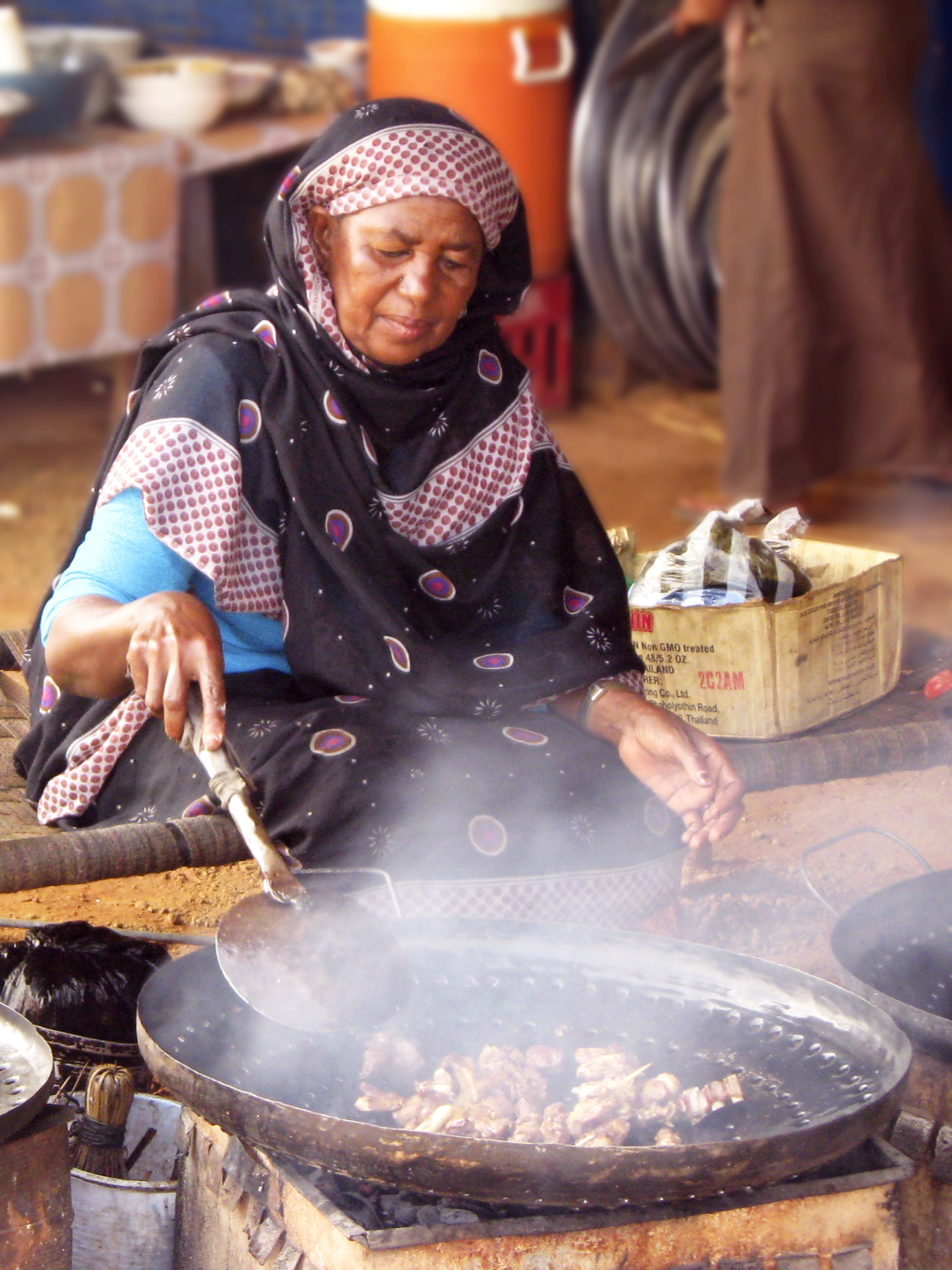
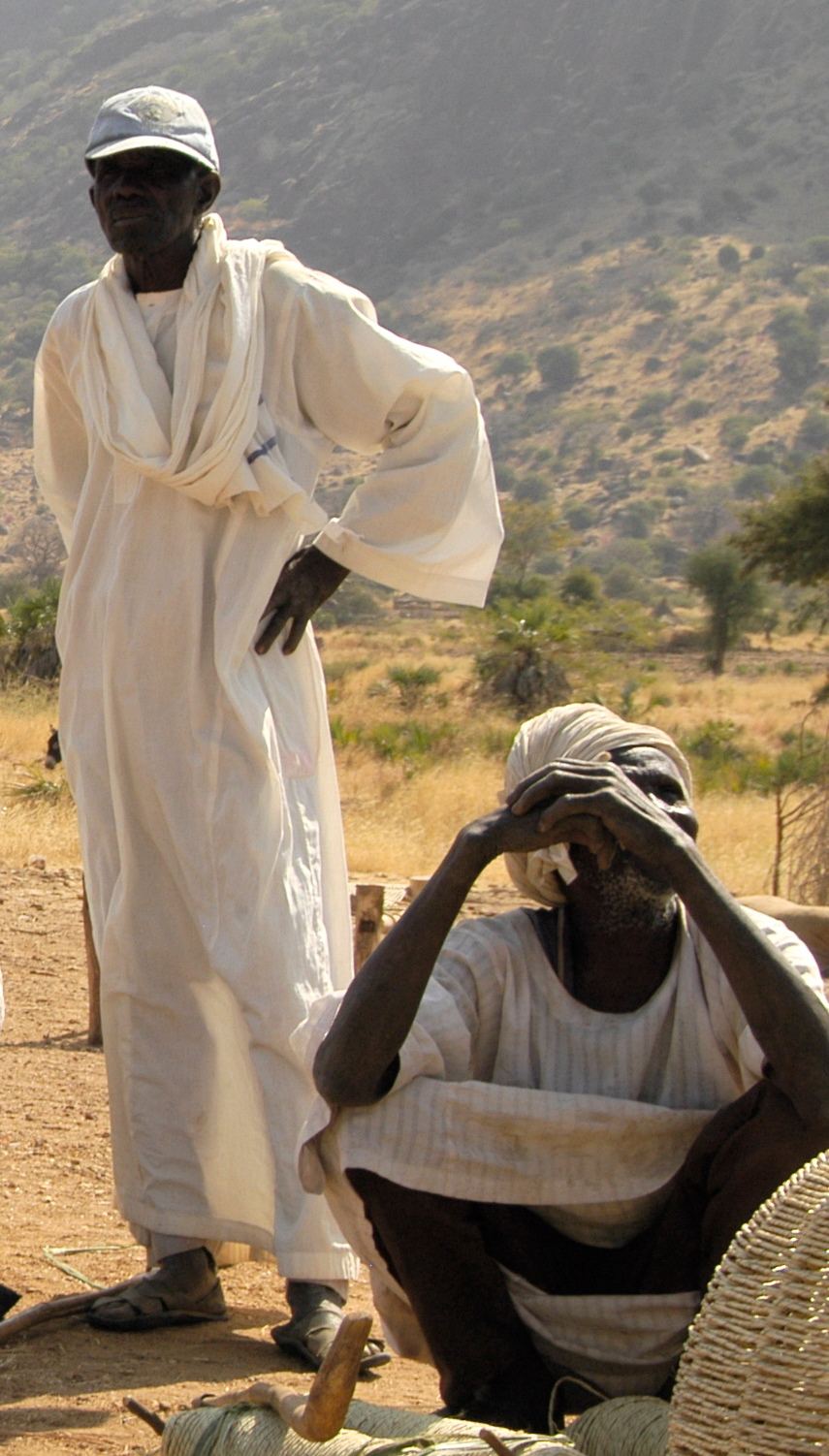
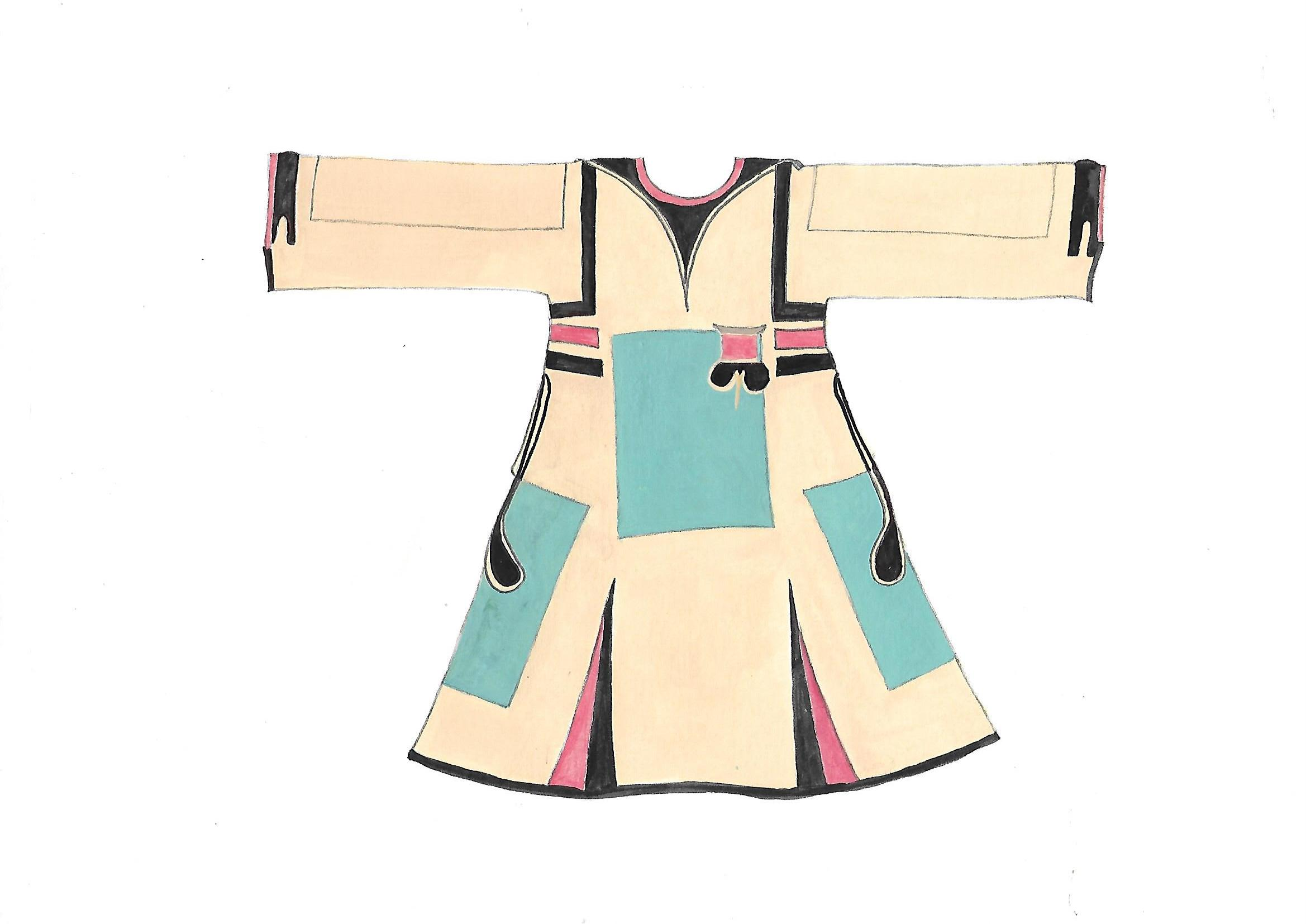
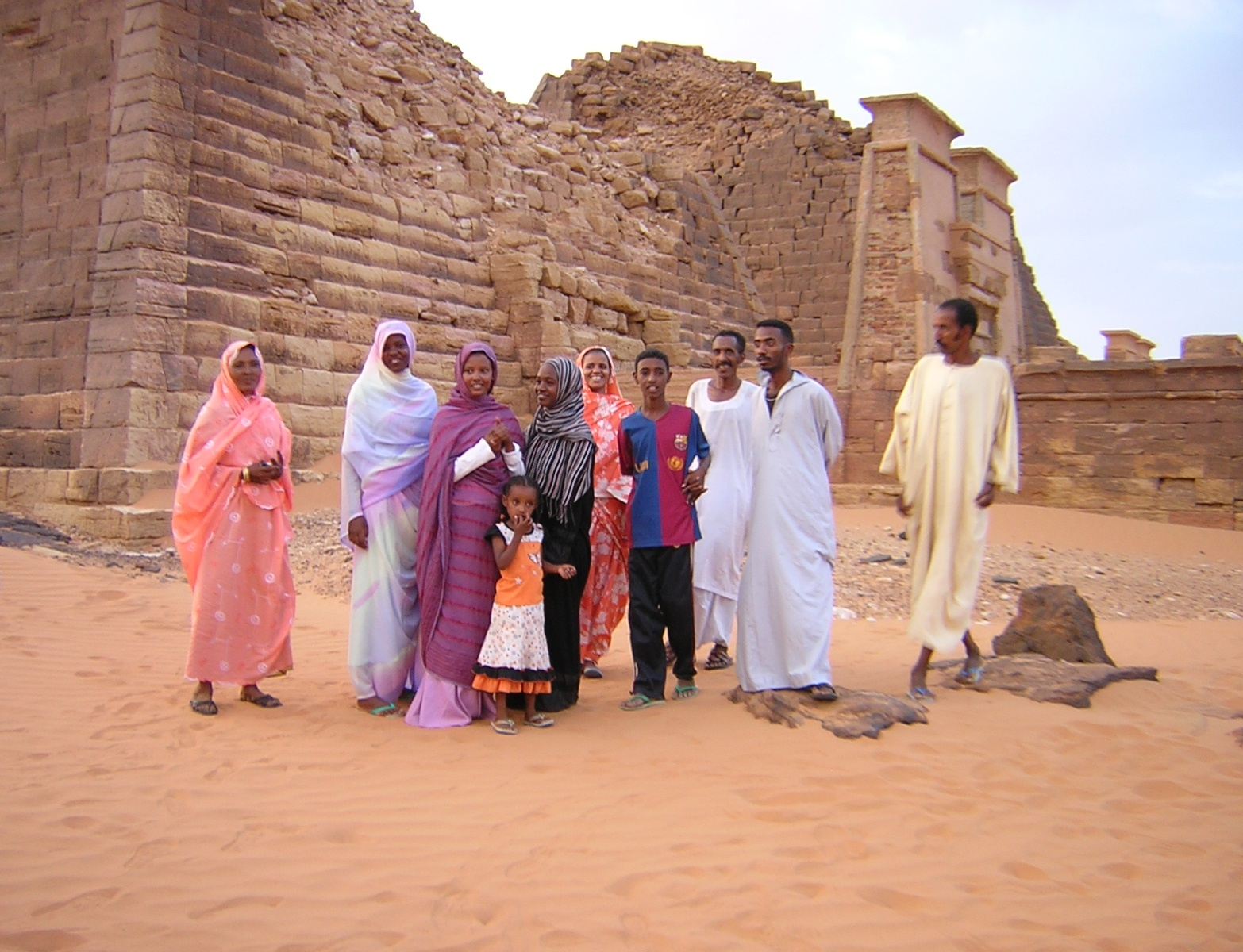
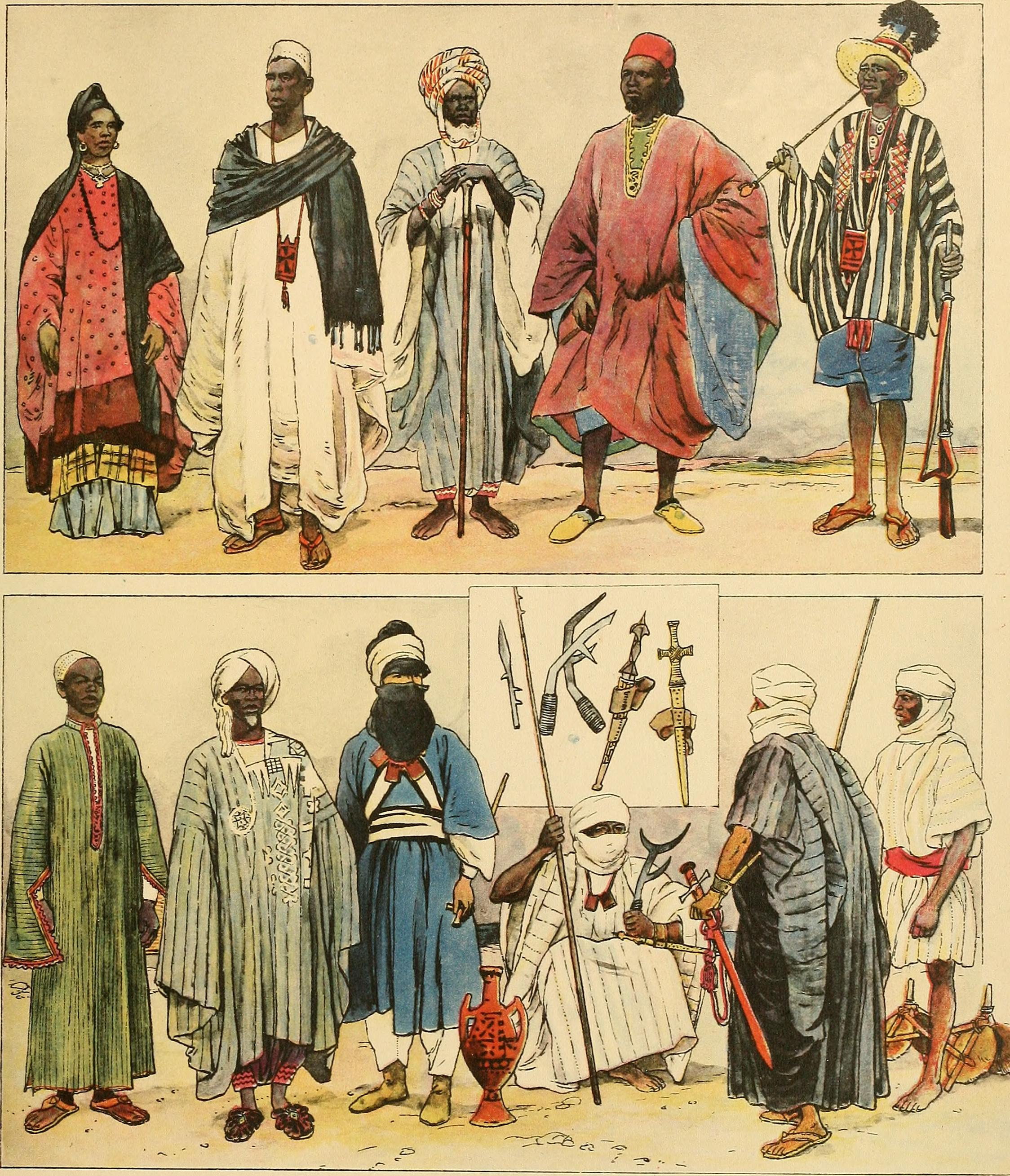
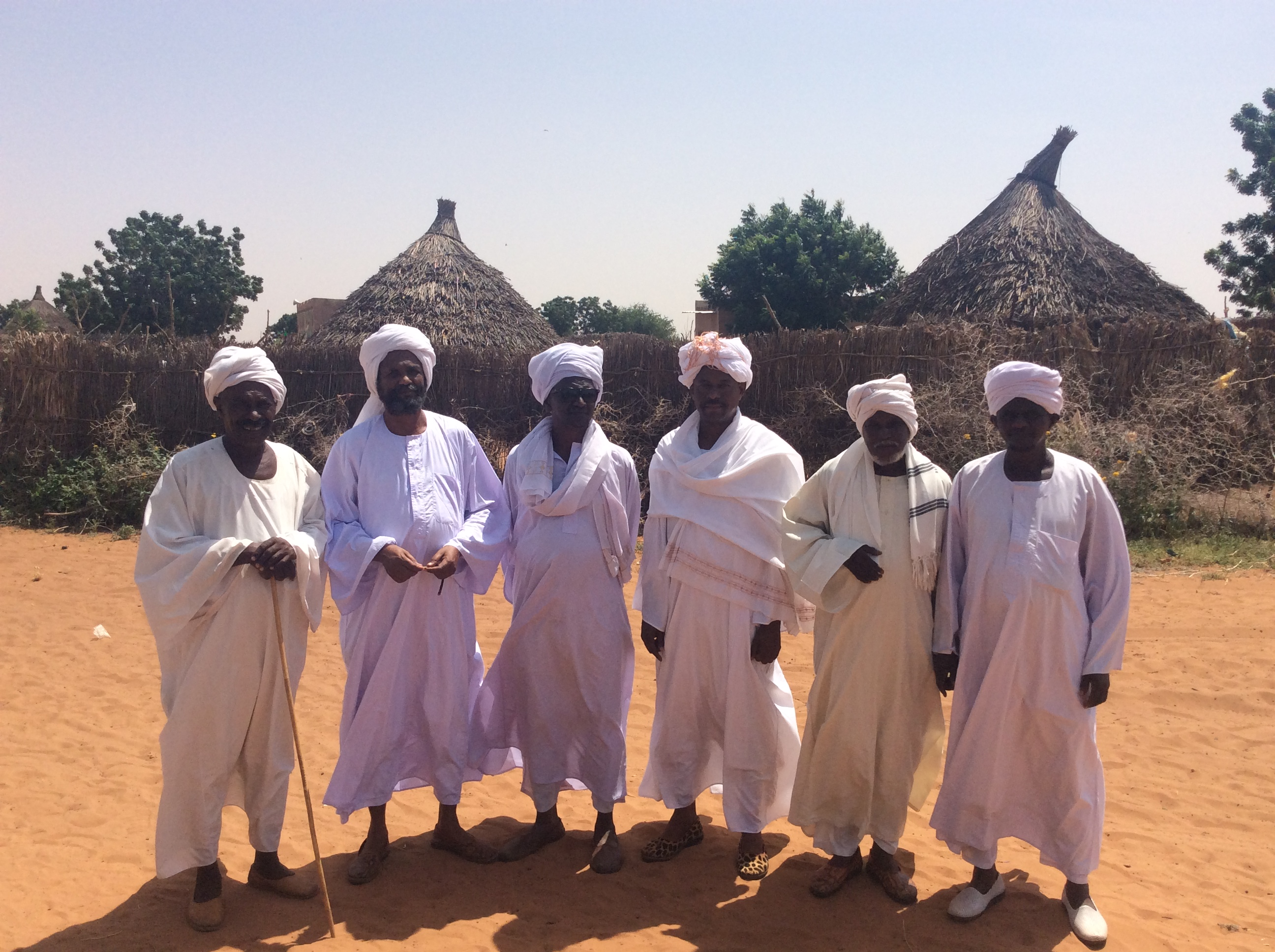
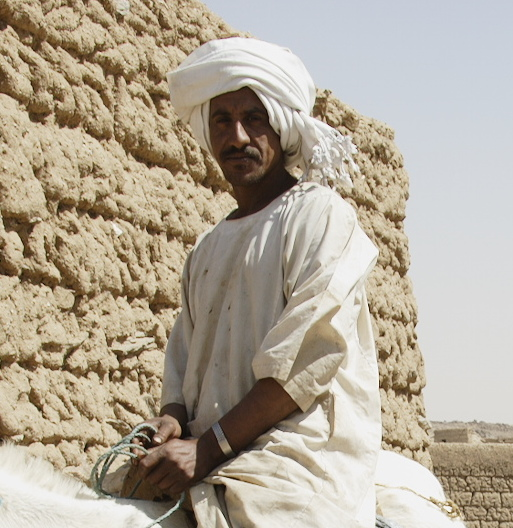
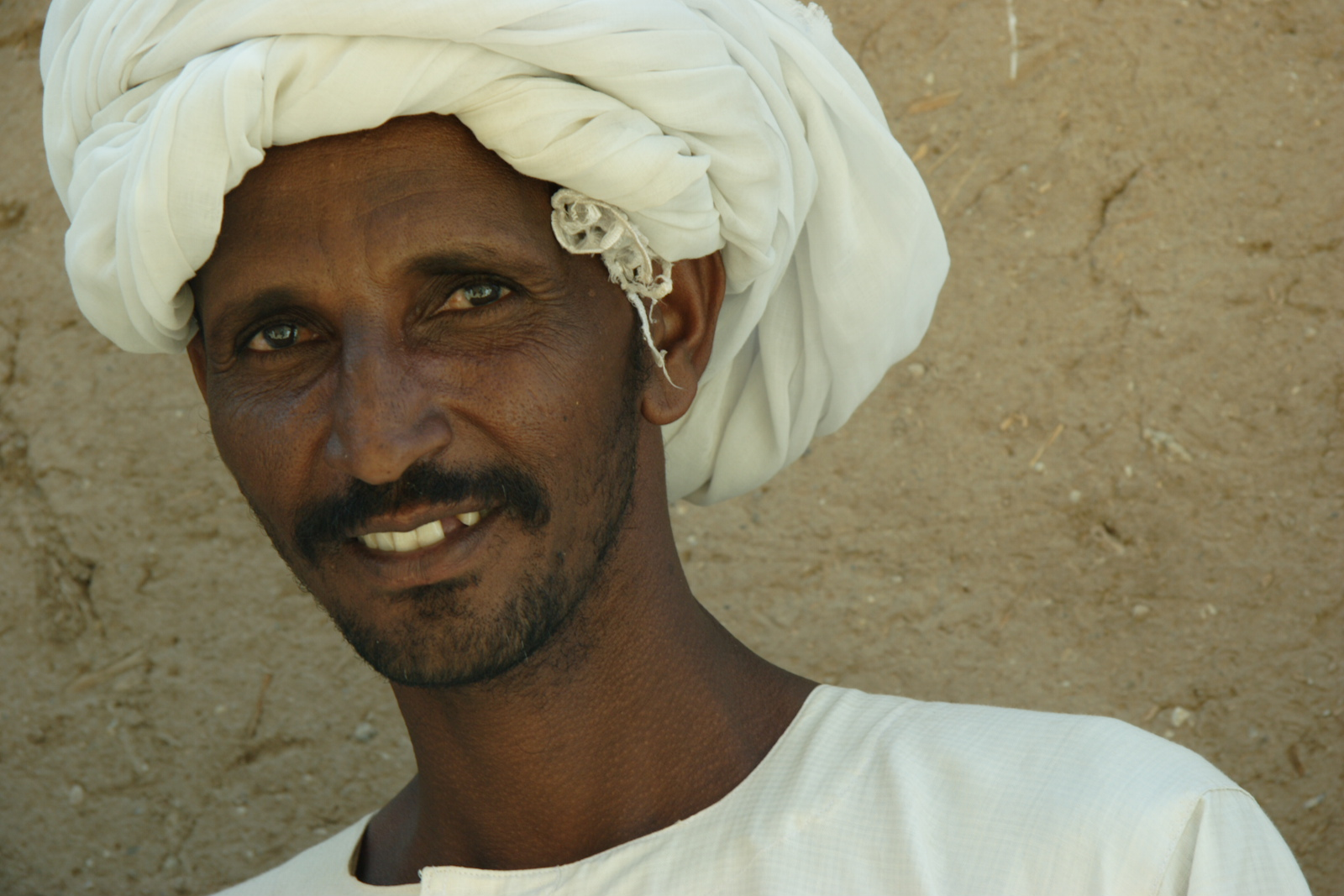
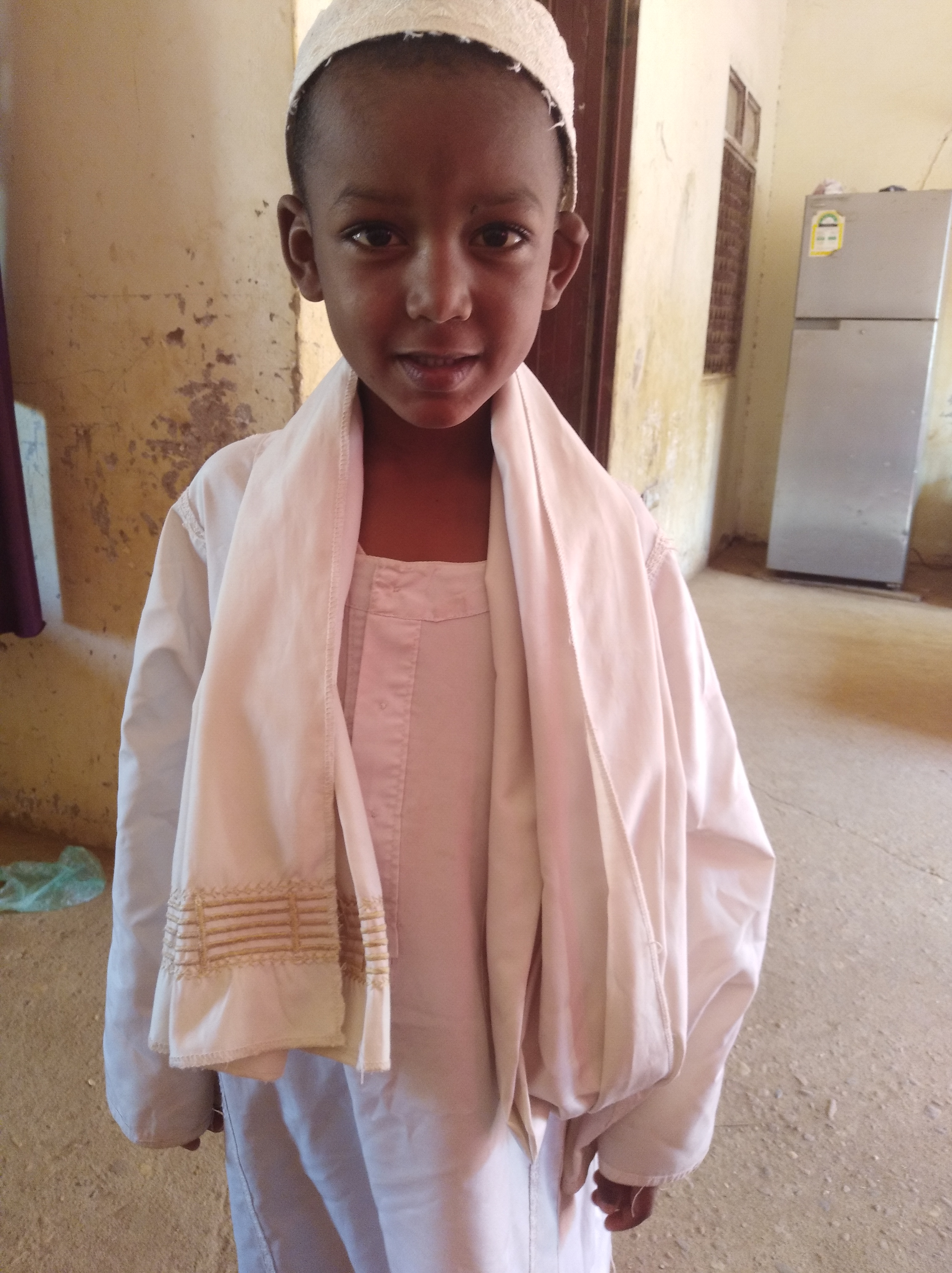